# Thoracistus thyraeus
Thoracistus thyraeus är en insektsart som beskrevs av Rentz, D.C.F. 1988. Thoracistus thyraeus ingår i släktet Thoracistus och familjen vårtbitare. Inga underarter finns listade i Catalogue of Life.